# Centrophoridae

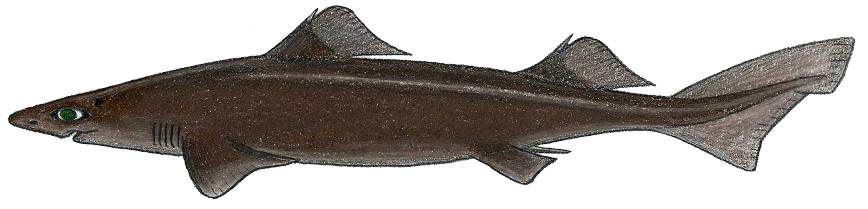
Centrophorus acus

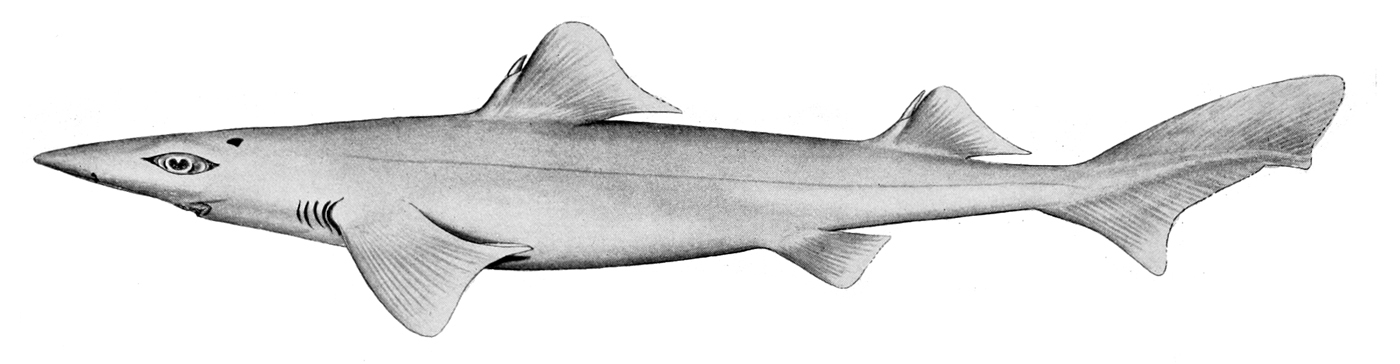
Centrophorus harrissoni

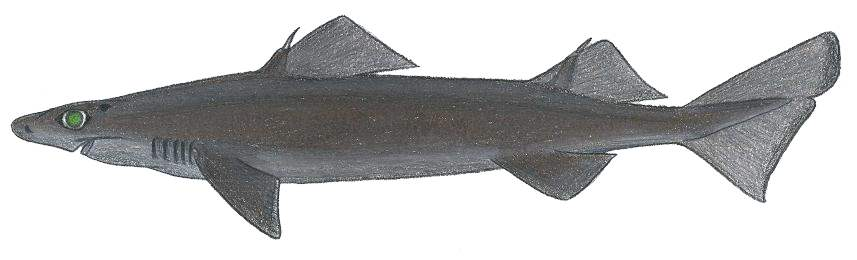
Centrophorus squamosus

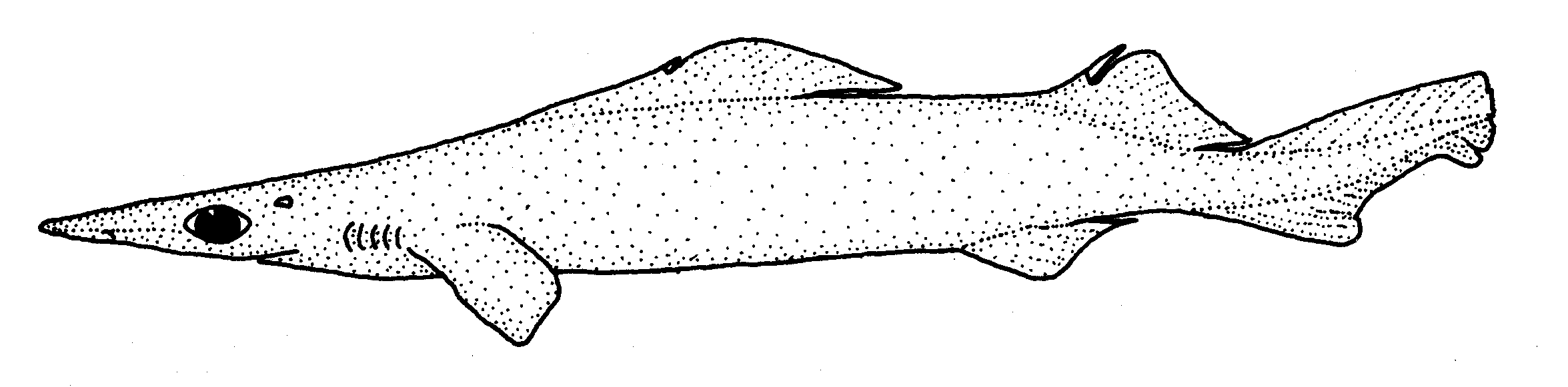
Deania calcea

Centrophoridae é uma família de tubarões esqualiformes que contém apenas dois géneros e aproximadamente 18 espécies. 

## Descrição
As espécies pertencentes a esta família são em geral tubarões de profundidade, sendo que algumas, como a Centrophorus granulosus, Têm distribuição muito alargada pelos oceanos e são objecto de importantes pescarias comerciais, a maioria é rara e pouco conhecida na sua distribuição e ecologia.
Todos os membros da família são predadores, alimentando-se de outros peixes, sendo que se conhece que algumas espécies consomem lulas, polvos e camarões.
Algumas espécies vivem nas imediatas proximidades dos fundos marinhos (são bênticas), enquanto outras são pelágicas.
Todas as espécies conhecidas são ovovivíparas, com as fêmeas a reterem os ovos no interior do corpo até à eclosão das crias.
São esqualos de média dimensão, com 79 cm a 164 cm de comprimento. Os membros do género Deania têm geralmente longos focinhos achatados.

## Géneros
Conhecem-se 18 espécies agrupados em dois géneros:
- Centrophorus J. P. Müller & Henle, 1837
  - Centrophorus atromarginatus Garman, 1913
  - Centrophorus granulosus (Bloch & J. G. Schneider, 1801)
  - Centrophorus harrissoni McCulloch, 1915
  - Centrophorus isodon (Y. T. Chu, Q. W. Meng & J. X. Liu, 1981)
  - Centrophorus lusitanicus Barbosa du Bocage & Brito Capello, 1864
  - Centrophorus moluccensis Bleeker, 1860
  - Centrophorus seychellorum Baranes, 2003
  - Centrophorus squamosus (Bonnaterre, 1788)
  - Centrophorus tessellatus Garman, 1906
  - Centrophorus westraliensis W. T. White, Ebert & Compagno, 2008
  - Centrophorus zeehaani W. T. White, Ebert & Compagno, 2008
  - Centrophorus sp. A
  - Centrophorus sp. B
- Deania D. S. Jordan & Snyder, 1902
  - Deania calcea (R. T. Lowe, 1839)
  - Deania hystricosa (Garman, 1906)
  - Deania profundorum (H. M. Smith & Radcliffe, 1912)
  - Deania quadrispinosum (McCulloch, 1915)